# 도시형 자동차

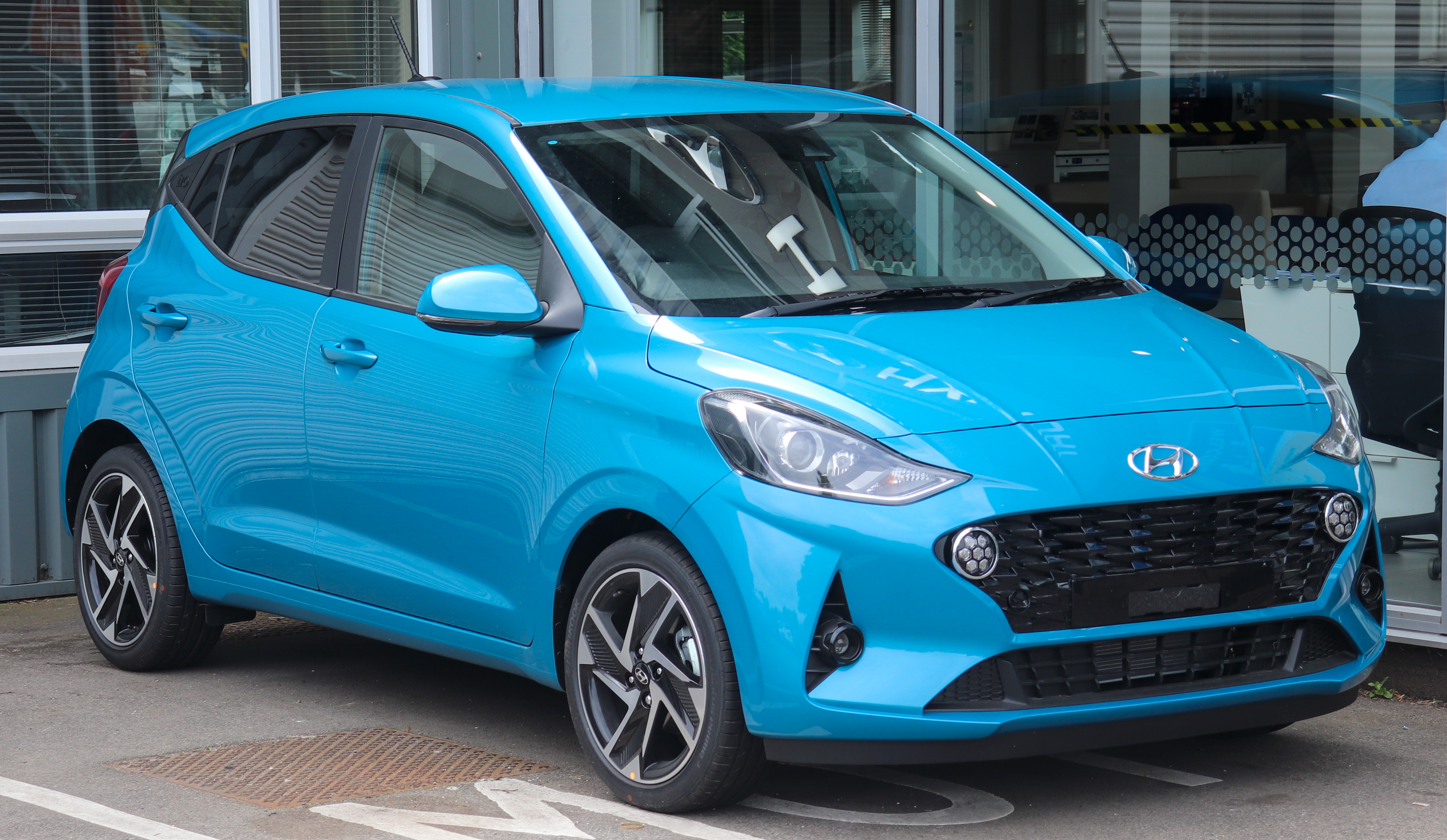
2020년대 발표된 도시형 자동차인 현대i10

도시형 자동차(city car, urban car)는 도시에서 출퇴근용으로 주로 사용될 목적으로 제작된 작은 자동차로 유럽의 자동차 분류 등급 중 하나이다. 도시형 자동차의 전장은 보통 3400밀리미터에서 3600밀리미터 정도여서, 마이크로 자동차보다는 좀 더 크다. 유럽에서는 1960년대부터 판매가 되어왔으며 1980년대부터 폭발적인 인기를 끌었다. 현재는 A-세그먼트에 해당하는 공식 자동차 분류 등급이 되었고, 대다수의 자동차 회사들은 한두개 정도의 도시형 자동차 모델을 가지고 있을 정도로 인기를 지속하고 있다.
대한민국의 경차, 일본의 경자동차와 유사한 자동차 분류 등급이다.